# Олбані (Техас)
Олбані (англ. Albany) — місто (англ. city) в США, в окрузі Шекелфорд штату Техас. Населення — 1854 особи (2020).

## Географія
Олбані розташоване за координатами 32°43′38″ пн. ш. 99°17′44″ зх. д. / 32.72722° пн. ш. 99.29556° зх. д. (32.727271, -99.295663).  За даними Бюро перепису населення США в 2010 році місто мало площу 4,06 км², уся площа — суходіл.

### Клімат
| Клімат : Олбані       | Клімат : Олбані | Клімат : Олбані | Клімат : Олбані | Клімат : Олбані | Клімат : Олбані | Клімат : Олбані | Клімат : Олбані | Клімат : Олбані | Клімат : Олбані | Клімат : Олбані | Клімат : Олбані | Клімат : Олбані | Клімат : Олбані |
| Показник              | Січ.            | Лют.            | Бер.            | Квіт.           | Трав.           | Черв.           | Лип.            | Серп.           | Вер.            | Жовт.           | Лист.           | Груд.           | Рік             |
| Середній максимум, °C | 14,0            | 16,2            | 20,8            | 25,7            | 29,5            | 33,7            | 35,9            | 36,1            | 31,9            | 26,5            | 19,8            | 15,0            | 25,4            |
| Середній мінімум, °C  | −0,6            | 1,8             | 5,7             | 10,0            | 14,9            | 19,3            | 21,2            | 20,5            | 16,7            | 10,8            | 4,2             | 0,6             | 10,5            |
| Норма опадів, мм      | 30              | 36              | 41              | 66              | 97              | 76              | 56              | 56              | 74              | 66              | 41              | 36              | 678             |
| --------------------- | --------------- | --------------- | --------------- | --------------- | --------------- | --------------- | --------------- | --------------- | --------------- | --------------- | --------------- | --------------- | --------------- |
| Джерело: Weatherbase  |                 |                 |                 |                 |                 |                 |                 |                 |                 |                 |                 |                 |                 |

## Демографія
Згідно з переписом 2010 року, у місті мешкали 2034 особи в 822 домогосподарствах у складі 552 родин. Густота населення становила 501 особа/км².  Було 999 помешкань (246/км²).
Расовий склад населення:
| - 93,3 % — білих - 0,7 % — корінних американців - 0,4 % — чорних або афроамериканців - 0,1 % — азіатів - 2,8 % — осіб інших рас |

До двох чи більше рас належало 2,6 %. Частка іспаномовних становила 10,5 % від усіх жителів.
За віковим діапазоном населення розподілялося таким чином: 26,7 % — особи молодші 18 років, 57,4 % — особи у віці 18—64 років, 15,9 % — особи у віці 65 років та старші. Медіана віку мешканця становила 40,9 року. На 100 осіб жіночої статі у місті припадало 85,8 чоловіків;  на 100 жінок у віці від 18 років та старших — 84,2 чоловіків також старших 18 років.
Середній дохід на одне домашнє господарство  становив 52 091 долар США (медіана — 50 735), а середній дохід на одну сім'ю — 62 404 долари (медіана — 57 813). Медіана доходів становила 40 517 доларів для чоловіків та 29 167 доларів для жінок. За межею бідності перебувало 18,3 % осіб, у тому числі 16,3 % дітей у віці до 18 років та 11,2 % осіб у віці 65 років та старших.
Цивільне працевлаштоване населення становило 981 особа. Основні галузі зайнятості: сільське господарство, лісництво, риболовля — 21,1 %, освіта, охорона здоров'я та соціальна допомога — 15,9 %, мистецтво, розваги та відпочинок — 10,6 %, роздрібна торгівля — 9,2 %.